# ギヨーム1世 (ブローニュ伯)
ギヨーム1世（仏 : Guillaume I / 英 : William I, 1135年? - 1159年10月11日）は、ブロワ家出身のフランス貴族である。ブローニュ伯・サリー伯であるとともに、ペヴェンジー・アイ・ランカシャーの領主でもあった。彼はアングロ・ノルマン人の有力貴族としてイングランド王国の政治に深く関与したとされる。

## 略歴
彼はイングランド王スティーブンとブローニュ女伯マティルド・ド・ブローニュの末子として誕生した。父親のスティーブンはイングランド王のみならず、ノルマンディー公、ブローニュ伯およびモルタン伯も兼ねていた。ギヨームが誕生した年ははっきりしていないが、スティーブンのイングランド王即位式（1135年）にマティルドが出席していないことから考えて、この時期に生まれたのではないかとされている。
ギヨームは1147年頃にイザベル・ド・ワーレンと結婚した。イザベルは第3代サリー伯ウィリアム・ド・ワーレンの娘であり、父からサリー伯位を継承していたため、この婚姻関係によりギヨーム1世もサリー伯位を有した。この結婚は政略結婚であったとされ、父王スティーブンは、有力貴族のウィリアム・ド・ワーレンの娘イザベルを息子ギヨーム1世と結婚させることで、ギヨーム1世がイングランド王国の政治に深く関わり重要な役割を果たせるよう仕向けたのである。そしてこの政略結婚のおかげでスティーブン王は、ワーレンが多くの領地を有するイーストアングリア地方・南東イングランド地方における支配権を強化することができた。実際、当時のイーストアングリア地方の有力貴族の1人である初代ノーフォーク伯ヒュー・ビゴッドは、スティーブン王に対する忠誠を明らかにしていなかったが、ギヨーム1世がサリー伯を継承しイーストアングリアに勢力を拡大したことにより、スティーブン王への忠誠を誓ったという。それに加え、ギヨームはノーフォーク地方のほぼ全域の支配権を獲得したという。またスティーブン王はギヨームに対してペヴェンジーの統治権を譲り渡したとされ、ギヨームはイングランド王国における有力な貴族の1人となった。
1153年、ギヨームの兄ウスタシュ4世・ド・ブローニュが亡くなったことを受け、ウスタシュ4世が保持していたブローニュ伯位およびイングランドの領地を継承した。その頃、父親スティーブンは18年間続いた内戦を終わらせるべく、ノルマンディー公アンリ・プランタジュネと交渉を続けていた。そして1153年、ウォーリングフォード協定を締結し遂に内戦は終結した。この協定により、ギヨーム1世はイングランド王位継承権を喪失し、父王スティーブンはアンリ・プランタジュネを後継者に任じた。しかし、スティーブンはこの協定の中で、自身の唯一の息子であるギヨームが、婚姻関係や父母からの継承によって獲得していたサリー伯位とイングランドからノルマンディーにわたり有していた多くの自領の継続的な所有がを認めさせることに成功し、ギヨームは協定締結後も経済的に大いに繁栄したという。
1154年10月、スティーブン王が崩御した。父王の崩御を受けて、ギヨームはアイ、ランカスターおよびペヴェンジーの統治権を継承した。またスティーブンが兼任していたモルタン伯位も継承した。これらの領地は兄弟から継承しただけでなく、義父の一族であるワーレン家から継承した領地でもあった。現在の中世史研究家Thomas K. Keefeによれば、ギヨームがこれだけの爵位と領地を継承したことから鑑みるに、ロバート・オブ・ベレームを除いた当時のアングロ・ノルマン系貴族が強力な権力と経済力を蓄積させていたことを意味するという。彼はこれらの領地を獲得したことで、600人の騎士を従える大貴族になった。
当時のイングランドの歴史家ジェルヴァシス・ド・カンタベリーは自身の歴史書にて、「1154年頃に次期イングランド王で当時ノルマンディー公であったアンリ・プランタジュネに対する反乱がフランドルにて画策されていた」と記している。この反乱の首謀者は、先王スティーブンに仕えていたフレマン人傭兵部隊の指揮官ギヨーム・ド・イーペルであったとされている。カンタベリーに滞在中のアンリ公を暗殺するという計画が立案されていたという。ジェルヴァシスはギヨーム1世がこの反乱計画を察知しており、このフレマン人傭兵と共謀していたはずであると自身の歴史書に記している。しかしThomas K. Keefeによれば、ギヨームは湖の反乱計画に何の関係もなかったという。なぜならギヨーム1世はその頃、足の骨を折っておりカンタベリーで休養していたからである。この反乱計画は結局アンリ公に察知され、アンリはロチェスターに一時避難したのち、海峡を渡りノルマンディーに退避した。スティーブン王の死により、ギヨームのイングランド王位への野望は完全に潰え、彼のイングランド王位継承を支援する者はもはや存在しなかった。
アンリ公はその後、ヘンリー2世としてイングランド王に即位した。ヘンリーの即位によりギヨームは政治的にますます孤立していき、イングランド王となったヘンリーはギヨームの勢力を切り崩す機会を虎視眈々と狙った。1157年、遂にその機会が訪れた。ギヨーム1世がイーストアングリアの貴族ヒュー・ビゴッドと対立し紛争を起こした。ヘンリー王は、ノルマンディーおよびイングランドにあったギヨームの領地を全て没収し、ギヨームが父母から継承した領地のみ統治を許した。しかし、それらの領地に存在する城塞は全てイングランド王家の管理下に置かれた。
多くの領地と爵位を没収されたギヨームは、もはやヘンリー2世の脅威ではなくなった。その落ちぶれようは、1158年6月24日にカーライルにて、ヘンリー2世から直々にナイト爵位を授けられたことからも理解できる。ギヨームはもはや王位への野望が微塵も残っていないことをヘンリー2世に示すために、1159年に行われたイングランド軍のトゥールーズ遠征に参加した。その遠征からの帰還途中の1159年10月11日、イングランド軍を襲った疫病に罹患したギヨームは、トゥールーズの城門のそばで息を引き取った。
ギヨームはポワトゥー地方のモンモリヨンで埋葬された。彼には子供がいなかったため、ヘンリー2世は彼のアングロ・ノルマン系の諸領地や爵位を没収した。ロムジーの修道院に隠棲していたギヨームの妹マリー・ド・ブローニュはマチュー・ダルザスによって誘拐され、強制的に結婚させられたという。彼の未亡人は、ジョフロワ5世の非嫡出子ハメリン・ド・ワーレンに嫁いだという。ハメリンはその後、サリー伯となった。